# Andranik Ozanjan

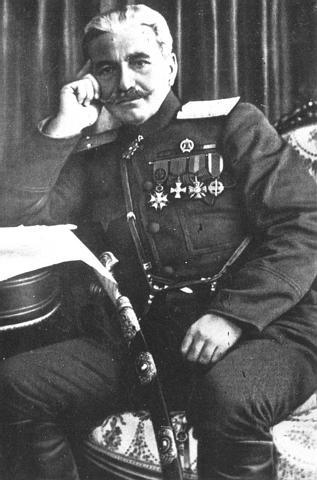
Andranik Ozanjan

Andranik Toros Ozanjan, ook wel bekend als Zoravar Andranik (Armeens: Անդրանիկ Թորոսի Օզանյան , Զորավար Անդրանիկ) (Şebinkarahisar, Ottomaanse Rijk, 25 februari 1865 - Chico, 31 augustus 1927), was een Armeens generaal, politicus en vrijheidsstrijder. Hij wordt gezien als een Armeense nationale held.
Ozanjan werd geboren in Şebinkarahisar, in het Ottomaanse deel van Armenië. Nadat hij op jonge leeftijd zijn vrouw en zijn zoon had verloren, sloot hij zich aan bij de Armeense vrijheidsbeweging in het Ottomaanse Rijk en werd hij lid van diverse politieke partijen. Ozanjan nam deel aan de Balkanoorlogen van 1912 tot 1913. Tijdens de Eerste Wereldoorlog nam hij deel aan de Kaukasusveldtocht en werd hij benoemd tot generaal van de Armeense vrijwilligerseenheden van het Russische leger. Hij hielp Armenie tijdens 1919 in de strijd voor Zangezur tegen het  Azerbeidzjaans leger.
Hij werd begraven op Cimetière du Père-Lachaise te Parijs maar in 2000 herbegraven op de militaire begraafplaats Jerablur bij Jerevan in Armenië.